# 伊東薫

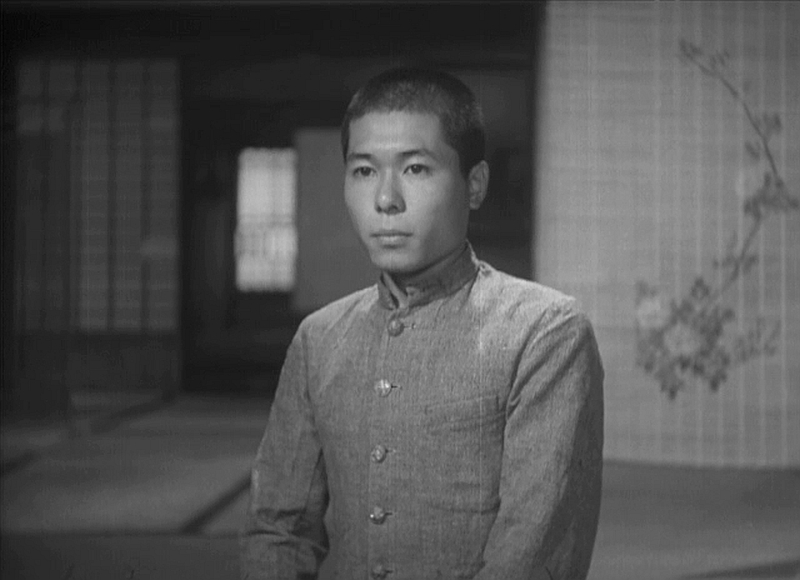
伊東薫（「ハワイ・マレー沖海戦」（1942年））

伊東 薫（いとう かおる、1922年7月29日 - 1943年1月頃）は、日本の元東宝専属の映画俳優。東京都出身。本名：伊東薫（読みは同じ）。

## 来歴・人物
東京都出身の東宝専属の映画俳優。子役出身。子役より映画出演多数。当時の子役、少年俳優は数が少なく、希少価値が高かったことも有り、成瀬巳喜男や山本嘉次郎らの有力監督から数多く起用されていた。撮影所内では「カボちゃん」の愛称で呼ばれていた。1942年12月に兵役招集され、一ヶ月後、中国で戦死。享年20。唯一の主演作『ハワイ・マレー沖海戦』が遺作となった。
俳優池部良のエッセイ『そして夢にはじまった-木蓮の巻』で、伊東薫について伊東の実名の表題を付けて独立した項目として取り上げている。1941年に東宝に入社したばかりの池部良に伊東薫が撮影所で「白い壁畫」の配役辞退を喧嘩腰で迫ったことが記述されている。池部良が映画初出演した『闘魚』の準主役の配役（主人公の弟・肺病を病む不良少年役）が伊東薫で内定していたものが、役者志望でなかった池部良を島津保次郎監督の鶴の一声で池部を抜擢し、伊東の役を奪ったことで伊東の恨みを買ったことに由来している。再び、伊東で予定されていた配役を池部が奪うのではないかと伊東が危惧したことによるものであった。伊東とは対照的な都会的な風貌で、知的でスマートさを兼ね添えた池部は大学出であったことが更に伊東の怒りを買い、配役辞退を迫った際には、伊東から「おまえみたいに、大学出って奴はよ、横からものを引ったくって行くのが、うめえんだな」と罵られたと池部の著述『そして夢にはじまった-木蓮の巻』に記載されている。
池部良の『そして夢にはじまった-木蓮の巻』での伊東薫についての記述によれば、背丈は池部と変わらず、丸坊主の頭、頭も丸けりゃ、目鼻も丸い顔との風情であったと著述されている。美男、美女が揃う当時の「銀幕のスタァ」とはかけ離れた垢抜けない風貌であったことを婉曲に表現している。また、当時の長身俳優と呼ばれた池部良の身長は175cmと公称されていたが、後年、伊藤薫が『ハワイ・マレー沖海戦』で共演した当時の平均的身長の中村彰と併歩した場面でも下駄を履いた状態で同身長程度なことや同映画の宣伝ポスターでは士官服姿の中村彰がセーラー服姿の伊東を見下ろす姿のイラストのポスターが制作されており、実際の身長は池部ほどの身長ではなく、小柄な身長であったものと思われる。恐らく、俳優経験の長い伊東の気迫に押された池部には対等の身長に見えたものと推測されるのである。
配役辞退を迫った時点で内務省の伝達で国家試験を通っていない俳優は商業映画の出演が禁じられたことで、池部良で内定していた「白い壁畫」の配役は国家資格（技芸証）のない池部良の辞退を待つことなく伊東薫で決定している。
池部の同書の著述では伊東は1941年の11月10日か12日に兵役招集され、同年12月に戦死したと記載されているが、1941年では伊東薫は兵役招集対象年齢外となる二十歳未満の年齢であったことや、翌1942年9月時点で東宝映画俳優専属者と公表されていること、また、同年12月に公開され、伊東が主演した「ハワイ・マレー沖海戦」の撮影でこの年の夏に館山でロケーションに参加していることで、『そして夢にはじまった-木蓮の巻』で記載された池部が1941年に人伝で伊東が戦死したと聞いたとする話には矛盾が生じ、池部良の勘違い、或いは事後談を創作したのではないかと推測されるのである。、池部良は1942年2月に陸軍（東部十七部隊）に入営しているので池部が1942年2月まで在籍した撮影所で伊東はまだ徴兵されず生存していたことになる。

## 出演作品
- あるぷす大将（1934年）
- 乙女ごころ三人姉妹（1935年） - 腕白小僧
- 舊恋（1935年）
- 妻よ薔薇のやうに（1935年）- お雪の息子・堅一
- いたづら小僧（1935年）
- エノケンの近藤勇（1935年） - 近藤周平
- 桃中軒雲右衛門（1936年） - 泉太郎
- これは失礼（1936年）
- 女人哀愁（1937年） - 弟・正雄
- 禍福 前篇・後篇（1937年） - 三男・昌助
- 新選組（1937年）
- 阿部一族（1938年） - 長十郎の弟
- 幼い英雄たち（1938年）
- 沙羅乙女 前篇・後篇（1939年）
- はたらく一家（1939年） - 次男・源二
- 忠臣蔵 前篇・後篇（1939年） - 茶坊主
- 鉄の兄弟（1939年）
- 若い仲間（1939年）
- 光と影 前篇・後篇（1940年） - 弟・隆太郎
- 化粧雪（1940年） - 弟・孝次
- 姉の出征（1940年） - 田口千吉
- 燃ゆる大空（1940年） - 田中生徒
- 熱砂の誓ひ 前篇・後篇（1940年） - 三男・譲
- 子宝夫婦（1941年） - 四男・和雄
- 白い壁畫（1942年）
- ハワイ・マレー沖海戦（1942年） - 友田義一[5]

## 参考書籍
- そして夢にはじまった-木蓮の巻（ISBN 4-620-31014-X C0095 P1400E）
- 『東宝特撮映画全史』監修 田中友幸、東宝出版事業室、1983年12月10日。ISBN 4-924609-00-5。